# جيري شانون
جيري شانون هو لاعب هوكي الجليد كندي، ولد في 25 أكتوبر 1910 في Campbellford ‏ في كندا، وتوفي في 6 مايو 1983.

## وصلات خارجية
- جيري شانون على موقع دوري الهوكي الوطني (الإنجليزية)
- جيري شانون على موقع قاعة مشاهير الهوكي (لاعب أن.إتش.أل) (الإنجليزية)
- جيري شانون على موقع HockeyDB.com (الإنجليزية)
- جيري شانون على موقع Hockey-Reference.com (الإنجليزية)